# A priori e a posteriori
Le locuzioni latine a priori e a posteriori, che tradotte letteralmente, significano "da ciò che è prima" e "da ciò che viene dopo", sono riscontrabili nella forma latina per la prima volta nei commentatori di Aristotele ad indicare una conoscenza che proviene da ciò che già è prima (deduzione) diversa dal sapere che si raggiunge dopo aver fatto esperienza (induzione).
A priori in filosofia è un concetto che si riferisce a tutto ciò che si può conoscere indipendentemente dall'esperienza ed è quindi opposto a a posteriori, che indica una conoscenza fondata su dati sensibili desunti dall'esperienza.

## Filosofia antica e medioevale
Nella storia della filosofia antica e medioevale i due principi riguardano non solo i procedimenti conoscitivi ma assumono anche un significato metafisico che si riferisce alla differenza intercorrente tra il piano dell'essere e quello dell'esperienza. Così in Platone si distingueva tra il sapere rappresentato dalle idee e quello fenomenico empirico. Aristotele supera ogni concezione trascendente e distingue tra l'acquisizione del sapere universale tramite πρότερον πρός ἡμᾶς ("ciò che primo per noi"), cioè ciò che è più vicino alla sensazione, il particolare, dal πρότερον φύσει ("ciò che è primo per natura") vale a dire l'universale dell'intelletto, la causa prima, l'essenza.
I filosofi medioevali arabi e successivamente gli scolastici ripresero questi concetti e distinsero la dimostrazione basata sull'a priori come perfetta poiché inizia dalla causa per risalire all'effetto (demonstratio per quid), mentre è giudicata imperfetta quella a posteriori, risalente dall'effetto alla causa (demonstratio quia).
Ancora nel secolo XIV queste espressioni si ritrovano in Alberto di Sassonia, seguace della filosofia di Occam:

## Filosofia moderna
Questi principi rimangono in uso nel senso dato dai filosofi medioevali sino al secolo XVII quando ad opera dei filosofi empiristi inglesi e dei razionalisti assumono un significato più ampio che è arrivato sostanzialmente sino ai nostri giorni: vale a dire che l'a priori rappresenta tutto ciò che si può conoscere indipendentemente dall'esperienza come ad esempio la matematica e la geometria mentre l'a posteriori è riferito a tutto il sapere basato sui dati sensibili assunti tramite l'esperienza.
Filosofi empiristi come John Locke e David Hume discutono sulla possibilità di una conoscenza a priori, concludendo che essa può riferirsi alle verità innate e necessarie. Hume designa l'a posteriori come "dati fatto" mentre l'a priori si basa su una "relazione di idee".  Per Leibniz le verità desunte dall'a priori sono "verità di ragione" quelle tratte dall'esperienza sono "verità di fatto", estensive della conoscenza, ma non necessarie, senza cioè il rigore logico delle verità di ragione.
Il concetto di a priori nella Critica della ragion pura  di Kant si ritrova a proposito delle funzioni conoscitive dello spazio e del tempo che 
- sono "funzioni", modi di funzionamento della nostra mente, quadri mentali a priori, "forme" pure che sussistono prima di ogni esperienza, entro cui connettiamo i dati fenomenici assunti tramite un procedimento a posteriori,
- sono trascendentali, cioè acquistano senso e significato solo se riferiti all'esperienza ma non appartengono all'esperienza,
- necessari, cioè anche se volessi non potrei farne a meno nella conoscenza empirica,
- e universali, cioè appartengono a tutti gli uomini dotati di ragione.

Lo spazio e il tempo hanno natura immediata, cioè non subiscono la mediazione delle categorie, e non discorsiva in quanto non concepiamo lo spazio dai vari spazi, ma intuiamo i vari spazi come un unico spazio e così il tempo dal succedersi di un unico continuum temporale (dimostrazione metafisica dell'apriorità dello spazio e del tempo).
Altri a priori kantiani sono le categorie nella analitica trascendentale e le idee nella dialettica trascendentale.

## Filosofia contemporanea
Nella filosofia contemporanea con Konrad Lorenz, grazie alle sue ricerche etologiche, l'a-priori diventa sinonimo di innato nell'individuo, di categorie mentali che a-posteriori derivano filogeneticamente dall'interazione evolutiva della specie con l'ambiente: « [...] qualcosa che sta agli elementi della realtà extrasoggettiva come lo zoccolo d'un cavallo sta alla steppa o la pinna d'un pesce all'acqua».
Il termine "a priori" sta a significare qualcosa che avviene quando, dopo aver fatto esperienza tramite le percezioni del mondo esterno, i nostri progenitori abbiano poi trasferito le conoscenze al patrimonio genetico.
Diversa da quella di Lorenz è la teoria avanzata da Karl Popper che in polemica con l'etologo sostiene invece che «tutto ciò che sappiamo è geneticamente a priori»: nel senso che ogni nostra percezione presuppone una nostra capacità genetica di ordinare e interpretare le sensazioni e di formarci quindi una conoscenza a posteriori. Popper ritiene che è kantianamente vero che «ogni conoscenza percettiva presuppone una conoscenza a priori» ma, a differenza della teoria kantiana, l'a priori non esprime una conoscenza necessaria ma ipotetica. Ad esempio il nostro primo approccio con la geometria ci fa congetturare che questa sia di tipo euclideo ma se andiamo oltre lo spazio che più da vicino ci circonda il carattere euclideo della geometria diviene un'ipotesi. La nostra conoscenza a priori quindi «è solo geneticamente a priori e non valida a priori; non a priori necessaria, non apodittica [...] a posteriori sono le eliminazioni delle ipotesi, l'urto delle ipotesi con la realtà.»